# Maurilia dalama
Maurilia dalama är en fjärilsart som beskrevs av Swinhoe 1918. Maurilia dalama ingår i släktet Maurilia och familjen trågspinnare. Inga underarter finns listade i Catalogue of Life.